# قلعة أجياد
قلعة أجياد إحدى قلاع مكة المكرمة؛ أمر ببنائها حاكم مكة الشريف سرور بن مساعد على تلة تطل على المسجد الحرام لحماية العاصمة المقدسة، ومنها كانت تضرب المدافع في رمضان. أزيلت القلعة عام 2002 وبني مكانها مجمع أبراج البيت لخدمة زوار الحرم المكي الشريف.

## تاريخ القلعة
تعود قصة إنشاء قلعة أجياد إلى شريف مكة سرور بن مساعد حينما كانت الأوضاع الأمنية بمكة غير مستتبة عام 1186 هـ الموافق 1773، حيث أمر ببناء قلعة لحماية مكة والحرم، فتوافد على مكة كثير من أرباب العمارة والعمال والحرفيين من أجل بناء قلعة مكة، وعين موقع البناء وكان على جبل أجياد المقابل للمسجد الحرام من الناحية الجنوبية على الجانب الأيسر لحي أجياد، وبعد عامين من بداية العمل انتهى العمال من بناء القلعة وكان من ضمن منظومتها قصور تقع في الأسفل ممتدة على سفح الجبل وبعض الأحواش والأسوار العالية، وعندما شاهدها الشريف رأى أنها لم تكن على قدر المتانة التي كان يأمل فيها فأمر بهدمها وإعادتها على أحسن من ذلك وأمتن.
وفي عام 1202 هـ توفي حاكم مكة سرور بن مساعد، واستكمل بعد وفاته بناء منظومة القلعة. وقد استمرت قلعة أجياد تؤدي دورها التاريخي في حماية مكة المكرمة من أي اعتداء تتعرض له، إلى أن أشرفت على الخراب، فأعاد بناءها والي الحجاز عثمان نوري باشا سنة 1302 هـ، وقد تم العمل على أساس استيعاب القلعة لطابور واحد من الرجالة، والطابور يقدر بنحو 800 شخص، هذا فضلاً عن استيعابها لنحو 300 شخص، وأنشأ فيها غرفاً لعساكر المدفعية، ومستودعا للأسلحة.

## الإزالة
أمر خادم الحرمين الشريفين الملك فهد بن عبد العزيز بأن تكون تابعة لأوقاف الحرم المكي الشريف، وفي عام 2002 تم هدم القلعة وإزالة الجبل الواقعة عليه وبني مكانها مشروع أبراج البيت لخدمة زوار المسجد الحرام.

## ردود الفعل
أثار هدم القلعة ردود فعل محلية ودولية، وحاولت وزارة الخارجية التركية وغيرها من المؤسسات منع الإزالة. اقترح حزب اليسار الديمقراطي التركي مقاطعة السفر إلى السعودية، وأدانت وزارة الثقافة والسياحة في تركيا هدم القلعة، مشبهة إياها بهدم تماثيل بوذا باميان في أفغانستان.
نقلت وكالة الأنباء الفرنسية عن وزير الشؤون الإسلامية في السعودية صالح آل الشيخ قوله إنه لا يحق لأحد التدخل في قرارات المملكة الداخلية، وأضاف أن المشروع هدفه إيواء الحجاج والمعتمرين وخدمة زوار بيت الله. وضعت تركيا نموذجا مصغرا للقلعة في حديقة ميني ترك في إسطنبول.

## معرض صور

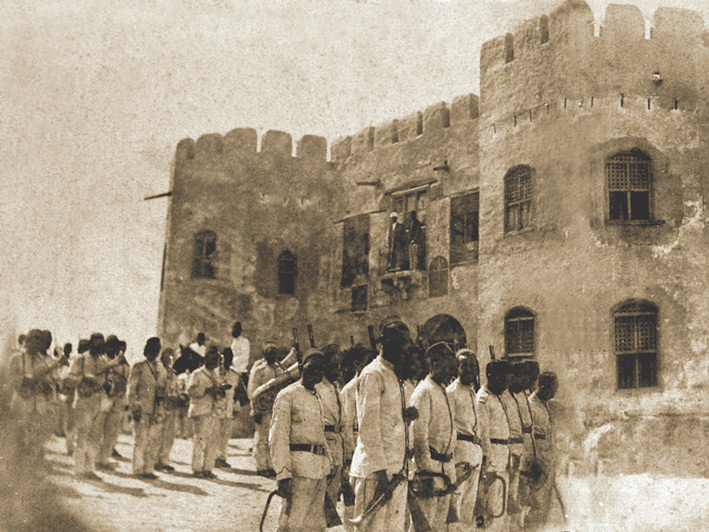
طابور الجُند في عهد السلطان عبد الحميد أمام القلعة.
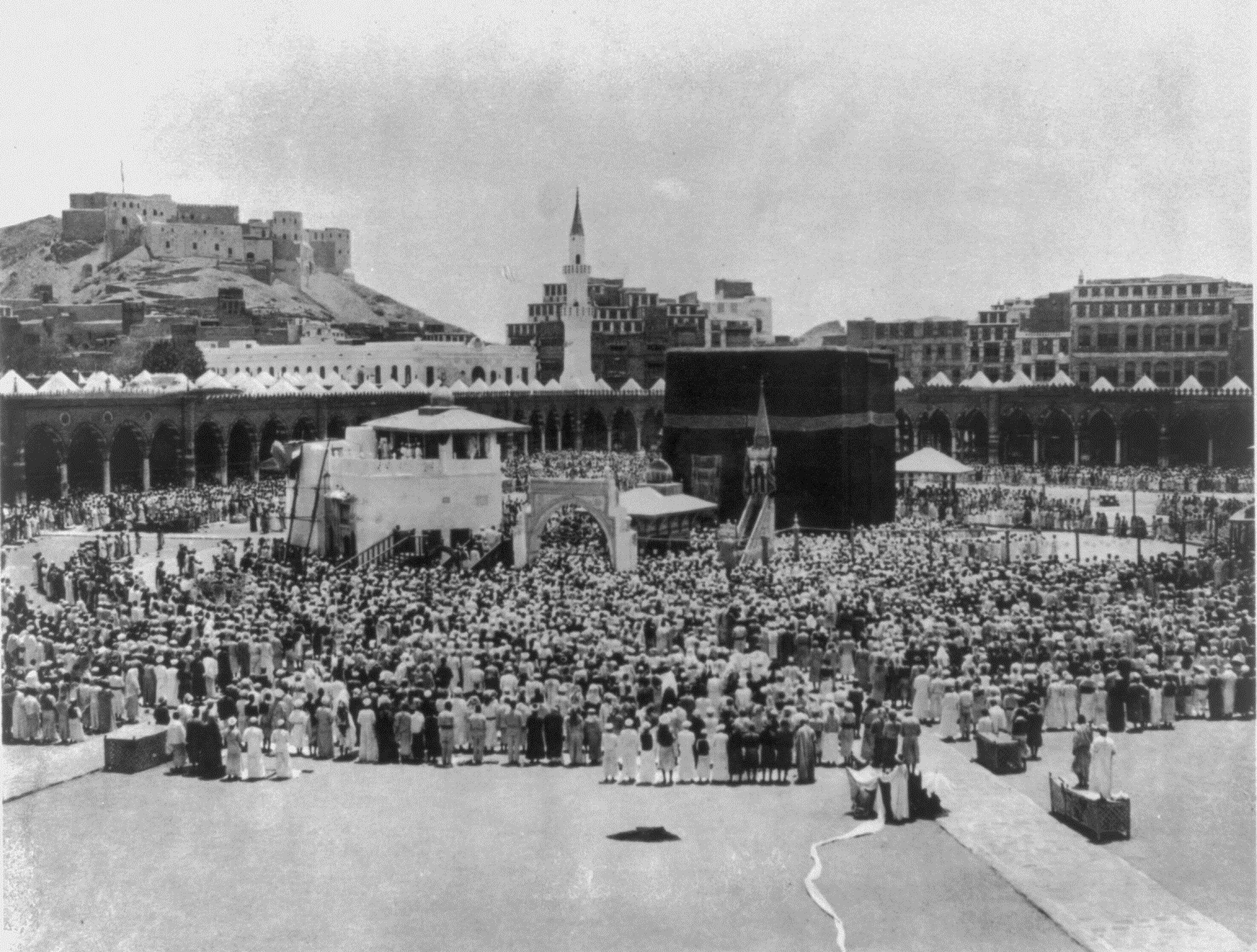
قلعة أجياد قبل الهدم وهي تظهر خلف الكعبة سنة 1889م.